# ポール・エレング
ポール・エレング (Paul Ereng、1966年8月22日 - )は、ケニアの陸上競技選手。1988年ソウルオリンピック男子800mの金メダリストである。
エレングは1987年までは有望な400mのランナーであった。しかし、バージニア大学に入学後1988年から800mに取り組むようになる。彼は1988年のアメリカの屋外シーズンでは負け無しであった。

## ソウルオリンピック(1988年)
ケニアのオリンピック選考会ではかろうじて3位でオリンピック出場を決める。急速に力をつけてきていたエレングであったが、ソウルオリンピックでは金メダルを取るとは誰も思っていなかった。しかし、準決勝で1分44秒55という記録を出すと、周囲は彼の実力を評価し始める。そして決勝レース。最終コーナーを回った段階で4位の位置にいたエレングは、最終のストレートで前にいた3人を抜き去り、金メダルを獲得。周囲も驚く金メダルを獲得した。

## その後
1989年の世界室内陸上でエレングは1分44秒84の世界新記録を樹立し優勝をする。1991年にはセビリヤの世界室内陸上で連覇を達成するも、夏の世界陸上では4位という結果に終わる。1992年バルセロナオリンピックにも出場しているが準決勝で敗退している。
傑出したトップスピードを持ち、レースでは好位もしくは後方から一気に前団を抜き去るという勝ち方を得意としていた。
特に小回りの室内では観衆もこの『エレングの捲り』を期待した。
そのうち対戦相手もそれを読みレースの流れをスローに落としてエレングの仕掛けに合わせて出る駆け引きをみせるようになると、不発になる事も多くなってきた。
引退後はテキサス大学エルパソ校にてクロスカントリーコーチに就任。

## 主な実績
| 年   | 大会               | 場所                   | 種目 | 結果 | 記録      |
| ---- | ------------------ | ---------------------- | ---- | ---- | --------- |
| 1988 | オリンピック       | ソウル(韓国)           | 800m | 金   | 1分43秒45 |
| 1989 | 世界室内陸上選手権 | ブダペスト(ハンガリー) | 800m | 金   | 1分44秒84 |
| 1991 | 世界室内陸上選手権 | セビリヤ(スペイン)     | 800m | 金   | 1分47秒08 |

## 自己ベスト
- 800m ― 1分43秒16 (1989年)